# フロレナ
フロレナ (Florena) は、ドイツの化粧品ブランドである。東西分断時代は東ドイツのブランドとして有名だった。
操業以来60年の歴史を持つ、ドイツのハンドクリームのトップブランドでもある。
2008年及び、2010年には「ドイツで最も売れたハンドケアー商品」（※AC NIELSEN GERMANY 調べ）の名誉ある称号を得たメーカーである。
会社所在地はドイツザクセン州ワルドハイムであり、2006年の時点で従業員およそ380名、売上8880万ユーロ。
2002年からは、ニベアのブランドも所有するバイヤスドルフ株式会社の100%子会社となっている。

## 歴史
1852年に„Waldheimer Parfümerie- und Toilettenseifenfabrik“ という名前で会社を設立。ブランド名フロレナは1920年にミュンヘンの特許局で登録された。
1950年代にはフロレナの名前で様々な商品シリーズが生産されている。最初のフロレナのハンドクリームは白と青の容器に入っており、当時、西ドイツで生産されていたニベア (NIVEA) に良く似た外観だった。
ドイツ再統一後は企業名を Florena Cosmetic GmbH (フロレナ・コスメティック有限会社) とし、1998年には世界35カ国に製品を輸出するまでに成長した。 
2010年には同社のハンドクリームがAC Nielsen Germanyの調査で、ドイツ国内売り上げNo.1ブランドと評価された。